# Знаменитость (фильм)
«Знаменитость» (англ. Celebrity) — американский комедийный чёрно-белый фильм режиссёра Вуди Аллена, снятый в 1998 году.

## Сюжет

Вайнона Райдер в роли Нолы и Кеннет Брана в роли Ли Саймона

40-летний журналист Ли Саймон (Кеннет Брана), пишущий для журналов, решает изменить свою жизнь и разводится с женой, Робин (Джуди Дэвис), с которой прожил 16 лет. Карьера писателя не задалась, поэтому Саймон пытается получить известность через мир кинобизнеса, предлагая различным знаменитостям поставить фильм по сценарию, который он написал на основе своего неоконченного романа. Стремясь дать делу ход, он встречается с некоторыми звездами кино и представителями шоу-бизнеса: пустышкой Николь Оливер (Мелани Гриффит), зацикленной на своем теле супермоделью (Шарлиз Терон), скандалистом Брэндоном Дэрроу (Леонардо Ди Каприо). Параллельно развивается карьера бывшей жены Саймона Робин.

## В ролях
- Кеннет Брана — Ли Саймон
- Джуди Дэвис — Робин Саймон
- Вайнона Райдер — Нола
- Джо Мантенья — Тони Гарделла
- Леонардо Ди Каприо — Брэндон Дэрроу
- Фамке Янссен — Бонни
- Мелани Гриффит — Николь Оливер
- Шарлиз Терон — супермодель
- Ирина Пантаева — подруга супермодели
- Гретхен Мол — Викки
- Хэнк Азариа — Дэвид
- Сэм Рокуэлл — парень из свиты Брэндона
- Джеффри Райт — Грег, театральный режиссёр

## Съёмки
- Небольшие роли камео в фильме исполнили баскетболист Энтони Мэйсон и бизнесмен (ныне президент США) Дональд Трамп.